# Csabaszabadi
Csabaszabadi is een plaats (község) en gemeente in het Hongaarse comitaat Békés. Csabaszabadi telt 380 inwoners (2002).